# Betsey Trotwood

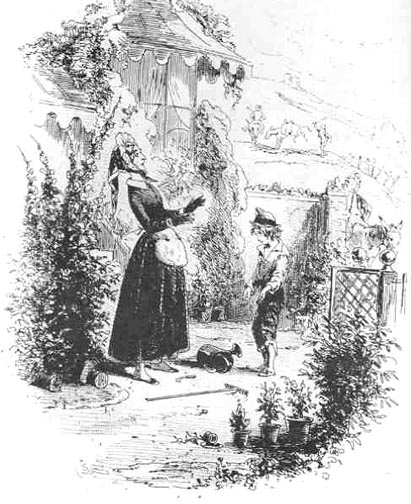
"Faccio la conoscenza di mia zia"
Illustrazione di Hablot Knight Browne

Betsey Trotwood è un personaggio letterario creato da Charles Dickens per il suo romanzo del 1850 David Copperfield.

## Ruolo nel romanzo
Nel romanzo è la prozia paterna di David, e non ha un'opinione favorevole circa gli uomini, essendo stata abbandonata in gioventù da un marito assente. Appare sin dal primo capitolo del libro, dove dimostra la sua personalità scontrosa e la sua insofferenza verso il genere maschile quando esprime il suo disappunto alla notizia dell'avvenuta nascita di un nipote maschio.
Betsey Trotwood svolge un ruolo cruciale nella successiva esistenza di David Copperfield, prendendolo a vivere con sé dopo che il bambino era fuggito dalla fabbrica di bottiglie dove era stato confinato dal patrigno Edward Murdstone, dopo la morte di sua madre. La zia, nonostante il suo carattere burbero, provvede al sostentamento del ragazzo e anche alla sua istruzione, fornendogli la possibilità di frequentare una buona scuola a Canterbury e opportunità di carriera nella veste di avvocato.
Il personaggio è modellato sulla figura di Miss Mary Pearson Strong che visse a Broadstairs, nel Kent. La sua ex residenza attualmente ospita il Broadstairs' Dickens House Museum.
Esiste un pub a Clerkenwell, nel centro di Londra, chiamato The Betsey Trotwood. Adottò questo nome solo nel 1983, precedentemente si chiamava The Butcher's Arms.

## Film e televisione
Il complesso personaggio di Betsey Trotwood, rappresentazione letteraria della donna burbera ma dal carattere forte e generoso, è stata interpretata sugli schermi da numerose attrici:
- 1935 David Copperfield - Edna May Oliver
- 1965 David Copperfield - Wanda Capodaglio
- 1969 David Copperfield - Edith Evans
- 1993 David Copperfield - Andrea Martin
- 1999 David Copperfield - Maggie Smith
- 2000 David Copperfield - Sally Field
- 2009 David Copperfield - Lenka Termerova